# Jovan Cvijić
Pour les articles homonymes, voir Cvijić.
Jovan Cvijić (en serbe cyrillique : Јован Цвијић), né le 11 octobre 1865 à Loznica et mort le 16 janvier 1927 à Belgrade, est un géographe serbe, spécialiste de géomorphologie. Il est également connu pour ses travaux d'anthropologie et d'ethnographie. Il fut président de l'Académie royale de Serbie, membre de l'Académie des sciences de Zagreb, docteur honoris causa de l'université Charles de Prague et de la Sorbonne.

## Biographie

### Enfance et études
Jovan Cvijić est né le 11 octobre 1865 à Loznica, une ville qui, à l'époque, faisait partie de la principauté de Serbie.
En 1889, il poursuivit des études de géographie physique et de géologie à l'université de Vienne. En 1893 il soutint sa thèse de doctorat sur les phénomènes karstiques.

### Parcours scientifique

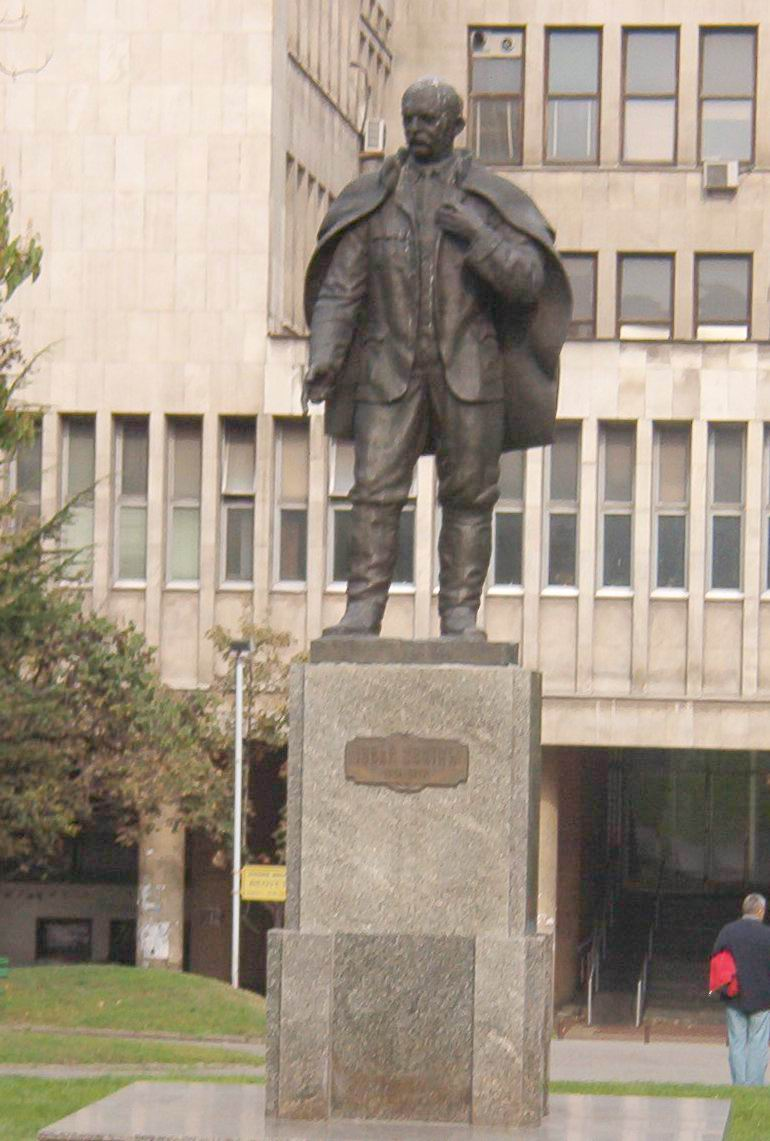
Statue de Jovan Cvijić dans le Parc des étudiants à Belgrade

En 1893, Jovan Cvijić publia dans les Abhandlungen de Penck, Das Karstphänomen, où il étudia les formes du terrain sur les calcaires dénudés de l'Istrie et de la Carniole, préludant aux observations sur l'érosion superficielle et souterraine dans les pays calcaires.
Jovan Cvijić était le grand maître de toutes les études karstiques. C'est lui qui a fixé la terminologie dont on s'est ensuite servi dans toutes les études ultérieures, introduisant dans le vocabulaire géographique les termes slaves de poljé, doline, ouvala et hum.
À la suite de cette publication, il fut nommé, en 1893, professeur de géographie à la Haute école, devenue depuis l'université de Belgrade. Il fonda l'Institut de géographie de l'université de Belgrade en 1894. Il devint recteur de cette université en 1905 puis fonda la Société serbe de géographie en 1910. Il allait étendre de plus en plus le champ de ses études. Patiemment, il visitait les pays des Alpes dinariques, la Macédoine et les régions voisines.
Les événements des Balkans attirèrent son attention vers les questions de géographie politique et humaine. Dès 1902, il exposait à l'Académie royale de Serbie un plan de recherches sur les populations de la péninsule. En 1906, il publia un important mémoire sur l'ethnographie de la Macédoine.
Lors des guerres des Balkans de 1912 et 1913, il se réfugia d'abord en Suisse puis à Paris et put se remettre au travail, revenant aux problèmes de géographie humaine. Pendant vingt ans, aidé de ses élèves, Cvijić s'était donné la peine de rechercher les traces des migrations imposées à beaucoup de ces populations, poursuivant ses enquêtes dans les familles, essayant de retrouver leur origine d'après leurs traditions orales et, surtout, d'après les curieux livrets que beaucoup conservaient et qui remontaient parfois jusqu'à dix générations.

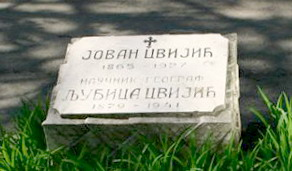
La tombe de Jovan Cvijić dans le Nouveau cimetière de Belgrade

À cette époque, à la demande de Vidal de la Blache, il voulut bien faire à la Sorbonne un cours sur la géographie de la Péninsule balkanique (1917-1918). En 1918, il publia en français son livre La Péninsule balkanique, géographie humaine, avant même de le traduire en serbe.
Après la Première Guerre mondiale, il rentra à Belgrade où il reprit son enseignement, en même temps qu'il s'occupa activement de la réorganisation de l'université. Il reprit sa place de recteur au sein de l’université de Belgrade en 1919. Cette même année, il fut le responsable scientifique de la délégation serbe à la Conférence de Paris, au moment où se réalisait l'union des Slaves du sud. Il fut le géographe serbe, ou, mieux, il fut avant la lettre le géographe de la Yougoslavie, puisque ses études portaient aussi bien sur la Bosnie que sur le Monténégro.
Jovan Cvijić est mort le 16 janvier 1927 à Belgrade dans sa soixante-troisième année. Il est enterré dans l'allée des Grands (en serbe : Алеја великана et Aleja velikana) du nouveau cimetière de Belgrade.

## Hommages

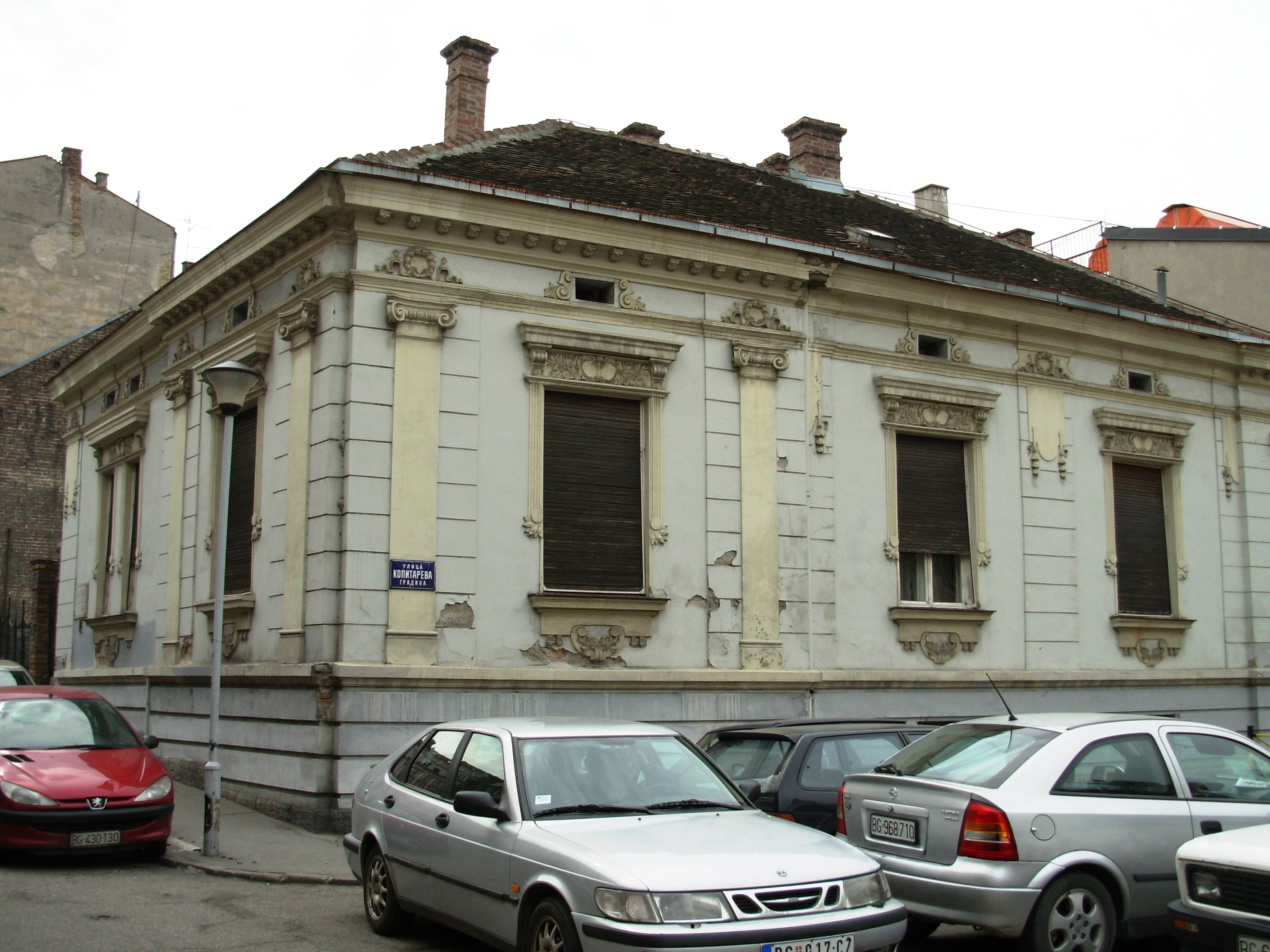
La maison-musée de Jovan Cvijić à Belgrade

Sa maison à Belgrade, construite en 1905 sur ses propres plans, a été transformée en musée commémoratif ; cette maison est aujourd'hui inscrite sur la liste des monuments culturels de grande importance de la république de Serbie et sur la liste des biens culturels protégés de la ville de Belgrade. Une statue en son honneur a également été érigée en 1994 dans le square de l'université de Belgrade (Studentski trg).
Sa vie et son œuvre ont été étudiées par le géographe Milorad Vasović : Jovan Cvijić : naučnik, javni radnik, državnik (scientist, public worker, statesman), Novi Sad, 1994, 454 p.,  (ISBN 86-363-0304-4).
En 2004 la Banque nationale de Serbie a édité un billet de 500 dinars à son effigie.

## Œuvres
- Das Karstphänomen : Versuch einer morphologischen Monographie, Wien, 1893, 113 p. (Geographische Abhandlungen, hrsg. von Prof. Dr Albrecht Penck. V, Heft 3)
- Morphologische und glaciale Studien aus Bosnien, der Hercegovina und Montenegro... von Dr. Jovan Cvijić,..., Wien : R. Lechner, 1900, In-4°, cartes. (Abhandlungen der k. k. geographischen Gesellschaft in Wien. 2)
- Die Makedonischen Seen : ein vorläufiger Bericht, Budapest , 1900, 16 p. , 1 carte (Sonderdr. aus: Mittheilungen der Ungarischen Geographischen Gesellschaft, 27. 1900)
- Velika jezera Balkanskoga poluostrva, 1902, [11] f., cartes, diagr., 62 cm.
- Geološki atlas Makedonije i Stare Srbije od J. Cvijiča, Beograd, [Akademije Nauka], 1903,1 portfolio ([9] f.) : ill., 5 cartes; 91 cm.
- Entwicklungsgeschichte des eisernen Tores von Dr. J. Cvijić,... Gotha, J. Perthes, 1908. In-4°, IV-64 p., 31 fig., 9 pl. et 2 cartes. (Ergänzungsheft Nr. 160 zu "Petermanns Mitteilungen")
- Das pliozäne Flusztal im Süden des Balkans von Dr. J. Cvijić,... , Wien, R. Lechner, 1909. In-4°, IV-55 p., 21 fig. et 1 carte. (Abhandlungen der k. k. geographischen Gesellschaft in Wien. 7, III)
- L'Annexion de la Bosnie et la question serbe http://www.rastko.org.rs/antropologija/cvijic/govori-clanci/jcvijic-aneksija_c.html, par Iovan Cvijic,...Paris, Hachette, 1909. In-8°, X-70 p., cartes.
- La Péninsule balkanique, géographie humaine, Paris, Librairie Armand Colin, 1918, in-8°, VIII-532 p., cartes en noir et en coul., fig.
- Frontière septentrionale des Yougoslaves, Paris, Lahure, 1919, 30 p., cartes
- Naselja i poreklo stanovništva 13-20 ... uredio Jovan Cvijić, Beograd : SANU, 1923-1925 (Srpski etnografski zbornik ; 25-35).
- La géographie des terrains calcaires, Belgrade, Académie serbe des Sciences et des Arts, coll. « Monographies » (n° 341, Classe des Sciences mathématiques et naturelles n° 25), 1960, 212 p., œuvre posthume en français.